# RS09

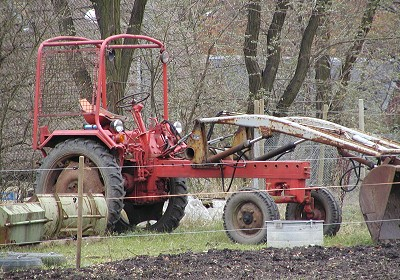
Homlokrakodóval felszerelt RS09/124

Az RS09 a Német Demokratikus Köztársaságban (NDK) 1955–1964 között gyártott eszközhordó mezőgazdasági vontató (traktor). Kezdetben a VEB Schönebeck gyártotta kisebb sorozatban, majd a VEB Landmaschinenbau Haldensleben is gyártotta. Kéthengeres motorral felszerelt változata RS09/122, vagy GT122 jelzéssel, négyhengeres motorral szerelt változatát RS09/124, vagy GT124 típusjelzéssel is ismert. Utóbbira esetenként használják az RS09–2 jelölést is. Németországban használt népszerű neve a Molli vagy Mull, Magyarországon „er-es” néven elterjedt. A kis tömegű és sokoldalú traktort széles körben alkalmazták a volt szocialista országokban. A járművet Magyarországon is használták, főként kertészetekben és háztáji gazdaságokban. Magyarországon még napjainkban is több példánya üzemel.
A tervezési koncepciója szerint egy könnyű (önsúlya mindössze 1250 kg), terepen, sorművelésre használható mezőgazdasági munkagép kialakítása volt a cél, mely sokféle eszközzel szerelhető fel. A fejlesztés alapja a hasonló kialakítású RS08/15 Maulwurf traktor volt.
Első változataiban még benzinmotort, vagy  az osztrák Warchalowski cég által gyártott, 13,4 kW-os (18 LE) léghűtéses dízelmotort alkalmaztak. 1962-től azonban az NDK-beli VEB Motorenwerk Cunewalde elkezdte gyártani a hazai négyhengeres dízelmotorokat.  A 18,6 kW-os (25 LE) négyhengeres motort az RS09/124 változatba építették. A korai példányok még védőkeret nélkül készültek, később azonban a borulás esetén a vezetőt védő biztonsági kerettel szerelték fel.
Az RS09 kialakítása olyan, hogy klasszikus traktorként egyrészt mezőgazdasági vontatóként használható, másrészt a jármű első részét alkotó hordozó vázszerkezetre rögzíthető sokfajta eszközzel eszközhordozó funkciót is ellát. A jármű elülső részén található vázszerkezet lehetővé teszi, hogy a vezető jól lássa a csatlakoztatott eszközöket és azok működését. Nehéz mezőgazdasági munkákra (nehéz vontatmányok, többsoros ekék használata) nem alkalmas.
A gép alapját a központi hajtómű-blokk képezi. Ehhez csatlakozik hátulról a motor, fölötte pedig a vezetőülés és a kezelőszervek helyezkednek el. A hajtómű-egység elöl és hátul is rendelkezik teljesítményleadó tengellyel, ez biztosítja, hogy a traktor mögé, valamint előre, a hordozó vázra szerelt eszközök is működtethetők. A jármű nagy, 800 mm-es hasmagassága miatt igen sokoldalúan használható a növénytermesztésben.
Sebességváltója szorzó rendszerű. Négy előremeneti, négy hátrameneti fokozattal, valamint felezővel van ellátva, így összességében nyolc előre-, és nyolc hátramenti sebességfokozat áll rendelkezésre.

## Műszaki adatai (RS09/122)

### Motor
- Típusa: 2KVD4 négyütemű, kéthengeres, léghűtéses dízelmotor
- Hengerűrtartalom: 1145 cm³
- Üzemi fordulatszám-tartomány: 600–3000 1/perc között
- Teljesítmény: 13,4 kW (18 LE)

### Hajtómű
- Tengelykapcsoló: Egytárcsás, száraz
- Sebességváltó: szorzó rendszerű illetve az újabb példányokban gyorsító váltó is van ezáltal 16 sebesség fokozat lesz
- Kapcsolható fokozatok száma: 4×4